# Пасселло, Раймон
Раймо́н Пассе́лло (фр. Raymond Passello; 12 января 1905, Женева — 16 марта 1987, Женева) — швейцарский футболист, игравший на позиции нападающего; участник чемпионата мира 1934 года.

## Биография

### Клубная карьера
Пасселло всю футбольную карьеру играл за «Серветт», в составе которого выиграл пять чемпионских титулов и Кубок Швейцарии 1928 года после победы над «Грассхоппером» со счётом 5:1. В этом матче Пасселло оформил покер, забив четыре гола в матче, что является одним из уникальных рекордов в истории турнира.

### Карьера в сборной
Принимал участие на олимпийском футбольном турнире 1928 года; в матче 1/8 финала сборная Швейцарии проиграла со счётом 4:0 сборной Германии и выбыла из борьбы за медали.
В составе сборной Швейцарии сыграл на чемпионате мира 1934 года в матче против сборной Нидерландов, который закончился победой Швейцарии со счётом 3:2. Всего за сборную Швейцарии сыграл 17 матчей и забил 3 мяча.

### Смерть
Скончался 16 марта 1987 года в Женеве в возрасте 82 лет.

## Достижения
«Серветт»
- Чемпион Швейцарии (5) : 1924/25, 1925/26, 1929/30, 1932/33, 1933/34
- Обладатель Кубка Швейцарии (1) : 1927/28